# Премия «Путеводная звезда» за лучшую книгу для подростков
Премия «Путеводная звезда» за лучшую книгу для подростков — литературная награда, ежегодно присуждаемая книге, изданной в прошлом календарном году для юных читателей в жанре научной фантастики или фэнтези. Название награды было выбрано в силу того, что путеводная звезда — это «звезда, которая направляет или указывает путь, особенно в навигации, где она является единственным надёжным источником света; звезда, которая указывает путь тем, кто находится в неизведанных водах, к безопасному месту». Процесс выдвижения и отбора находится в ведении Всемирного общества научной фантастики (WSFS), представленного текущим организационным комитетом «Ворлдкона», и награда вручается на церемонии вручения премии «Хьюго», хотя формально к ней не относится.
Участники текущего и предыдущего «Ворлдкона» имеют право номинировать новых писателей на премию «Путеводная звезда» в соответствии с теми же процедурами, что и на премию «Хьюго». Первоначальные кандидатуры выдвигаются членами с января по март, после чего составляется окончательный список из шести наиболее номинированных писателей. Голосование по шести финалистам проводится примерно с апреля по июль, в зависимости от даты проведения конвента в текущем году. 
Премия была учреждена и получила отдельное название отдельными поправками к конституции WFSF в 2017 и 2018 годах соответственно, поэтому в год основания у неё не было собственного наименования, и она называлась Премией Всемирного общества научной фантастики за лучшую книгу для подростков (англ. World Science Fiction Society Award for Best Young Adult Book). 

## Победители и финалисты
В таблице годы соответствуют дате церемонии, а не дате первой публикации романа. Каждый год связан с соответствующим «годом в литературе». Синим выделены работы, которые получили награду; белым — финалисты.
| Год  | Авторы                                       | Произведение                         |
| ---- | -------------------------------------------- | ------------------------------------ |
| 2018 | Ннеди Окорафор                               | Akata Warrior                        |
| 2018 | Урсула Вернон (под псевдонимом Т. Кингфишер) | Summer in Orcus                      |
| 2018 | Сара Риз Бреннан                             | In Other Lands                       |
| 2018 | Фрэнсис Хардинг                              | Девочка с медвежьим сердцем          |
| 2018 | Сэм Дж. Миллер                               | The Art of Starving                  |
| 2018 | Филип Пулман                                 | Прекрасная Дикарка                   |
| 2019 | Томи Адейеми                                 | Дети крови и костей                  |
| 2019 | Холли Блэк                                   | Жестокий принц                       |
| 2019 | Дониэль Клейтон                              | Прекрасные                           |
| 2019 | Рейчел Хартман                               | Tess of the Road                     |
| 2019 | Джастина Айрлэнд                             | Dread Nation                         |
| 2019 | Падэр О'Гулэн                                | Вторжение                            |
| 2020 | Наоми Критцер                                | Кто ты на Кэтнет?                    |
| 2020 | Фрэнсис Хардинг                              | Свет в глубине                       |
| 2020 | Юн Ха Ли                                     | Dragon Pearl                         |
| 2020 | Урсула Вернон (под псевдонимом Т. Кингфишер) | Minor Mage                           |
| 2020 | Фрэн Уайлд                                   | Riverland                            |
| 2020 | Холли Блэк                                   | Злой король                          |
| 2021 | Урсула Вернон (под псевдонимом Т. Кингфишер) | A Wizard's Guide to Defensive Baking |
| 2021 | Эйден Томас                                  | Мальчики с кладбища                  |
| 2021 | Наоми Новик                                  | A Deadly Education                   |
| 2021 | Дарси Литтл Бэджер                           | Elatsoe                              |
| 2021 | Трейси Деон                                  | Legendborn                           |
| 2021 | Джордан Ифуэко                               | Raybearer                            |
| 2022 | Наоми Новик                                  | The Last Graduate                    |
| 2022 | Наоми Критцер                                | Chaos on CatNet                      |
| 2022 | Сиран Джей Чжао                              | Железная вдова                       |
| 2022 | Джордан Ифуэко                               | Redemptor                            |
| 2022 | Дарси Литтл Бэджер                           | A Snake Falls to Earth               |
| 2022 | Чарли Джейн Андерс                           | Victories Greater Than Death         |